# Жирмутје
Жирмутје (фр. Giremoutiers) насеље је и општина у Француској у региону Париски регион, у департману Сена и Марна која припада префектури Мо.
По подацима из 2011. године у општини је живело 146 становника, а густина насељености је износила 18 становника/km². Општина се простире на површини од 5,80 km². Налази се на средњој надморској висини од n.c. метара (максималној n.c. m, а минималној n.c. m).

## Демографија
| 1962. | 1968. | 1975. | 1982. | 1990. | 1999. | 2011. |
| ----- | ----- | ----- | ----- | ----- | ----- | ----- |
| 82    | 98    | 106   | 106   | 106   | 106   | 146   |

График промене броја становника у току последњих година